# Scranciola unisignata
Scranciola unisignata är en fjärilsart som beskrevs av Sergius G. Kiriakoff 1962. Scranciola unisignata ingår i släktet Scranciola och familjen tandspinnare. Inga underarter finns listade.